# 에스미 마키코
에스미 마키코(일본어: 江角 マキコ, 1966년 12월 18일 ~ )는 일본의 배우이다. 텔레비전 드라마 《쇼무니 시리즈》 (1988년 ~ 2013년), 영화 《환상의 빛》 (1995년) 등에 출연하였다.

## 생애
고등학교 시절 배구를 시작하였으며, 졸업후 1985년 일본담배산업 여자배구팀(현: JT 마블러스)에 입단하여 배구 선수로 활동하였다.
이후 패션 모델 활동을 시작하였으며 1995년 영화 《환상의 빛》에 출연하며 배우 활동을 시작하였다.

## 수상
- 1996년 제19회 일본 아카데미상 신인상 《환상의 빛》

## 출연

### 영화
- 《환상의 빛》 (1996년)
- 《낚시바보일지15》 (2004년)
- 《무시시》 (2007년)
- 《라이어 게임 -재생-》 (2012년)